# Boris McGiver
Boris McGiver est un acteur américain né le 23 janvier 1962 à Cobleskill.

## Biographie
Il est l'un des dix enfants de l'acteur John McGiver.

## Filmographie

### Cinéma
- 1987 : Ironweed : Clerk
- 1990 : Antigone/Rites of Passion : le garde
- 1994 : Little Odessa : Ivan
- 1996 : L'Associé : le journaliste du Plaza
- 1999 : Broadway, 39ème rue : l'homme sur la rue
- 1999 : Jesus' Son : Max
- 2004 : Connie et Carla : Tibor
- 2004 : New York Taxi : Franklin
- 2006 : La Panthère rose : le vainqueur
- 2006 : Fur : Jack Henry
- 2007 : Dark Matter : révérend Hollings
- 2008 : The Clique : Isaac
- 2009 : Hôtel Woodstock : Doug
- 2011 : The Green : Phillip
- 2012 : Lincoln : Alexander Coffroth
- 2013 : A Poet Long Ago : Malloy

### Télévision
- 1968 : On ne vit qu'une fois : Michael Mahoney
- 1992 : New York, police judiciaire : Alan  (saison 3, épisode 3)
- 1993 : New York, police judiciaire : le réceptionniste (saison 4, épisode 3)
- 1998 : New York Undercover : Sadovsky (1 épisode)
- 1998 : La Famille trahie : le troisième agent
- 1998 : Trinity : Carl Chechik (1 épisode)
- 2000 : New York 911 : Dan (1 épisode)
- 2001 : As the World Turns : Dr Early (1 épisode)
- 2003 : Queens Supreme : le policier (1 épisode)
- 2004 : The Jury : M. Sheridan (1 épisode)
- 2004 : New York, police judiciaire : Hjalmar Forskerskoler (saison 15, épisode 4)
- 2005 : Rescue Me : Les Héros du 11 septembre : capitaine Kent (1 épisode)
- 2005 : New York, section criminelle : Larry Chapel (saison 5, épisode 1)
- 2006 : Kidnapped : Greene (2 épisodes)
- 2006 : Sur écoute : lieutenant Charles Marimow (6 épisodes)
- 2007 : 30 Rock : Patrick (1 épisode)
- 2008 : Canterbury's Law : Scott Jasper (1 épisode)
- 2008 : John Adams : Robert Goddard (1 épisode)
- 2009 : New York, section criminelle : Lou Cardinale (saison 8, épisode 13)
- 2009 : New York, police judiciaire : Jerry Gans (saison 20, épisode 11)
- 2010 : The Good Wife : Eric Dorfman (1 épisode)
- 2012 : Unforgettable : lieutenant Lewis Martin (1 épisode)
- 2012 : Damages : le tueur (2 épisodes)
- 2012-2014 : Person of Interest : Hersh (13 épisodes)
- 2013 : Blue Bloods : Trevor Holt (1 épisode)
- 2013 : Killing Kennedy : l'agent du FBI
- 2013 : The Carrie Diaries (2 épisodes)
- 2013-2014 : FBI : Duo très spécial : le chef de section Bruce (2 épisodes)
- 2014 : Boardwalk Empire : Sheriff Peter Lindsay (saison 5)
- 2013-2018 : House of Cards : Tom Hammerschmidt
- 2020-2021 : "For Life (série télévisée)" : Glen Maskins, le procureur
- 2021 : New York, unité spéciale : député-inspecteur Dermott Grogan (saison 23, épisode 4)
- 2022-2023 : Our Flag Means Death : Père Bonnet (4 épisodes)

### Jeux vidéo
- 2011 : Homefront : Brooks